# Encephalartos sclavoi
Encephalartos sclavoi De Luca, D.W.Stev. & A.Moretti, 1989 è una cicade della famiglia delle Zamiaceae, endemica della Tanzania.
L'epiteto specifico è un omaggio a Jean Pierre Sclavo, un collezionista di cicadi francese che per primo scoprì questa specie.

## Descrizione
Ha fusto alto sino a 1 m e di circa 35 cm di diametro.
Le foglie sono lunghe 170–200 cm, di colore verde-scuro, semi-brillante.
I coni maschili sono cilindrico-ovoidali, di colore giallo, lunghi 20–25 cm, quelli femminili sono più nettamente ovoidali, lunghi 30–40 cm e di diametro 15–20 cm.

## Distribuzione e habitat
L'areale di questa specie è ristretto a un'unica località sui monti Usambara occidentali, nella Tanzania nord-orientale, a un'altitudine tra 1 800 e 2 100 m.

## Conservazione
Per la ristrettezza del suo areale e la esiguità della popolazione esistente, stimata in una cinquantina di esemplari, E. sclavoi è considerata dalla IUCN Red List una specie in pericolo critico di estinzione.
Il suo areale ricade all'interno della Riserva forestale Shume-Magamba.